# Антоніу Вієйра
Антоніу Вієйра (порт. António Vieira; 6 лютого 1608 — 18 липня 1697) — португальський священик-єзуїт, місіонер, оратор, письменник. Автор «Carta Anua da Província do Brasil» (1626).

## Біографія
Антоніу Вієйра народився у 6 лютого 1608 року в Лісабоні, Португалія. Він був сином Кріштована Вієйри і Марії де Азаведу.
1614 року 6-річний Вієйра переїхав з родиною до Бразилії. Там він навчався у Баїйському єзуїтському колегіумі й 5 травня 1623 року вступив до Товариства Ісуса. Після новіціату Вієйра вивчав класику та деякі бразильські діалекти.
У вересні 1626 року Вієйра написав свою першу працю «Carta Anua da Província do Brasil». Вона була написана латиною і перекладена португальською. Книга перевидавалася декілька разів. У ній автор згадує голландське вторгнення до Баїі 1624 року.
У 1627—1630 роках Вієйра викладав гуманітарні науки й риторику в Оліндському колегіумі, а також вивчав філософію і теологію в Баїі, де здобув ступінь магістра мистецтв. Після закінчення навчання він присвятив себе проповідуванню у селах Баїйського регіону.
Прийняв перші обітниці там само 10 грудня 1634 року. Склав повні обітниці 21 січня 1646 року в Лісабоні.
На початку 1641 року до Бразилії дійшли новини про реставрацію Португальської незалежності й проголошення новим королем Жуана IV. Бразильський віце-король Жорже де Маскареняш відправив до нього послом свого сина Фернанду. До складу посольства входив Вієйра. У травні 1641 року Жуан IV дав аудієнцію, під час якої єзуїт справив на нього велике враження. Відтоді король став його покровителем і другом
1 січня 1642 року Вієйра дав першу проповідь у Королівській каплиці. У своїх промовах єзуїт не лише просто надихав португальців на визвольну війну з Кастилією, а й пропонував конкретні заходи для вирішення проблем. Він проповідува, радив, складав плани і писав меморандуми.
Жуан IV призначив Вієйру придворним проповідником і членом Королівської ради. Він радився із єзуїтом у державних питаннях і захищав його від опонентів. Зокрема, Вієйру непокоїв економічний занепад Португалії, й він пропонував проекти, які б привернули до країни капітали португальського єврейства та нових християн. Він пропонував королю створити державним коштом дві торгівельні компанії — східну і західну, в яких основну роль грали вправні єврейські фінансисти. Цей план зустрів сильний опір консервативної частини Португальської інквізиції. Незважаючи на це Вієйра пропонував Жуану IV заохотити повернення євреїв до Португалії, гарантувавши їм захист від інквізиторів. Під впливом єзуїта, 6 лютого 1649 року король видав указ, яким заснував Бразильську генеральну торговельну компанію, дозволивши брати у ній участь єврейським купцям і підприємцям.
Вієйра користувався великою довірою короля, за наказом якого був португальським послом у закордонних дипломатичних місіях. 1646 року він налагодив зв'язки із єврейськими підприємцями Руена й Амстердама, добився повернення частини євреїв до Португалії, а також сприяв їхнім інвестиціям у Бразильську компанію.
На піку своєї політичної кар'єри Вієйра добився від короля створення нової провінції Товариства Ісуса в Алентежу. Втім єзуїтські суперіори сприйняли це як порушення орденської дисципліни. Генерал Вісенте Карафа наказав звільнити Вієйру з Ордену. Проте за нього заступився король.
8 січня 1650 року Жуан IV відправив Вієйру з дипломатичним посольством до Рима. З одного боку він мав сприяти анти-іспанському повстанню в Неаполі, а з іншого — вести переговори про шлюб принца Теодозіу із донькою Феліпа IV на умовах, що новою столицею Іберійської унії буде Лісабон. Коли іспанський посол дізнався про діяльність Вієйри, він порадив генералу єзуїтів Пікколоміні прибрати його з Риму, й у червні того ж року посол-єзуїт вирушив назад до Лісабона.
Перебуваючи в Римі, Вієйра вів переговори із Пікколоміні про відновлення Мараньйонської місії в Південній Америці. 1651 року він розпочав підготовку її організації, всупереч небажанню португальського короля. 22 листопада 1652 року суперіор Вієйра покинув Лісабон із групою єзуїтів й 16 січня 1653 року прибув до Сан-Луїш-де-Мараньона.
Під час 2-го перебування у Бразилії в 1653—1661 роках Війєра розвинув надзвичайну місійну активність. Він витрачав свою платню королівського проповідника на потреби місій в Мананоні й Парі.
2 березня 1653 року в Мараноні Вієйра прочитав свою відому проповідь проти рабства й звільнення індіанців. Європейські поселенці та португальська влада поставилися до цих закликів вороже. Тим не менш, єзуїт звертався у листах до короля з пропозиціями покласти край експлуатації індіанців.
13 грудня 1653 року він вирушив до Токантінса. Про свою подорож він написав красиве оповідання. Вієйра став поборником прав тубільного населення Америки, через що індіанці називали його «великим батьком» (Paiaçu). Він переклав катехизм на 6 різних місцевих мові й знав декілька племінних діалектів. Під час перебування в Амазонії, єзуїт подорожував від селища до селища на каное або пішки.